# Stainach
Stainach è una frazione di 1 943 abitanti del comune austriaco di Stainach-Pürgg, nel distretto di Liezen (Stiria). Già comune autonomo, il 1º gennaio 2015 è stato fuso con l'altro comune soppresso di Pürgg-Trautenfels per costituire il nuovo comune, del quale Stainach è il capoluogo.